# Prinsepia sinensis
Prinsepia sinensis là loài thực vật có hoa trong họ Hoa hồng. Loài này được (Oliv.) Oliv. ex Bean miêu tả khoa học đầu tiên năm 1909.

## Hình ảnh

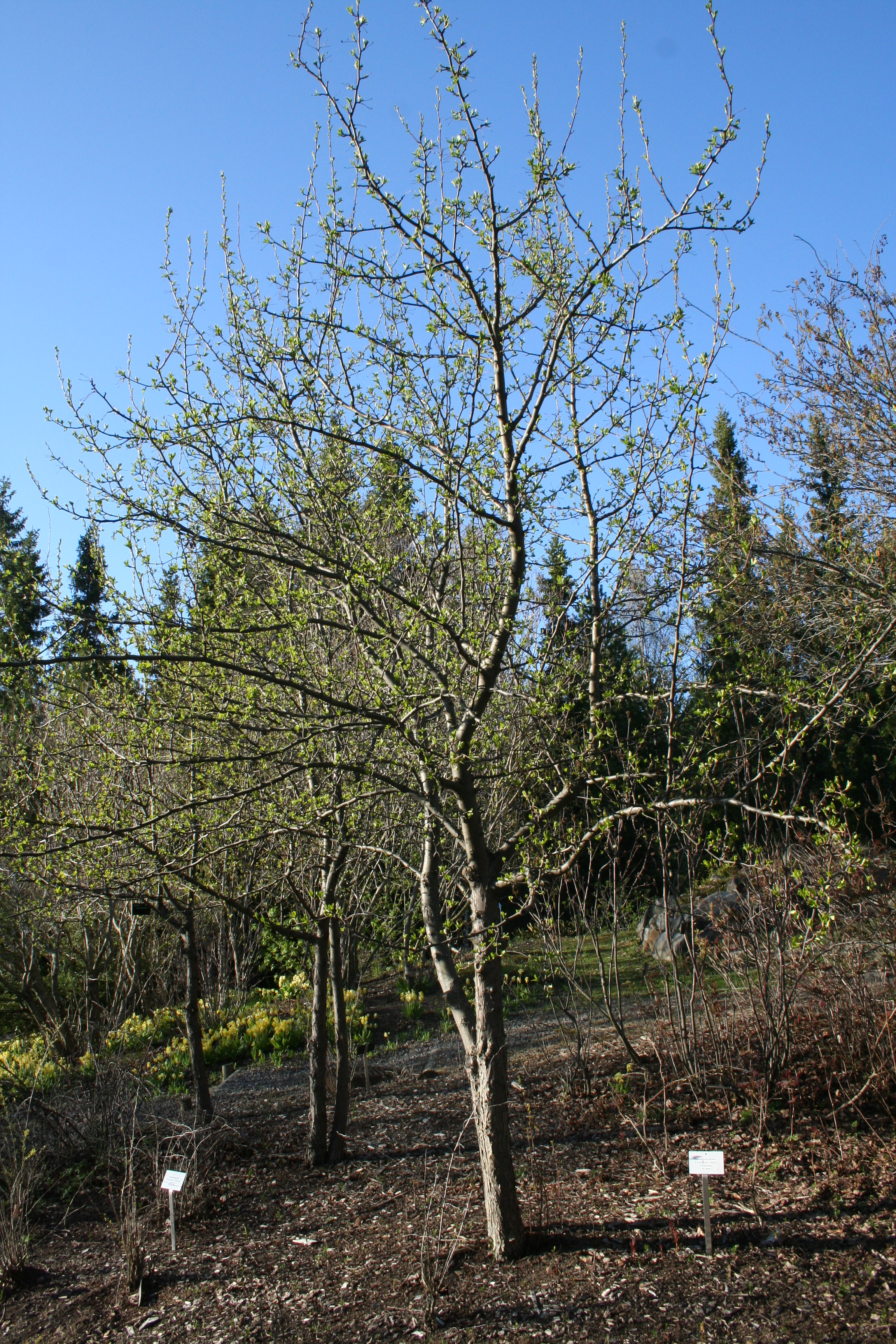
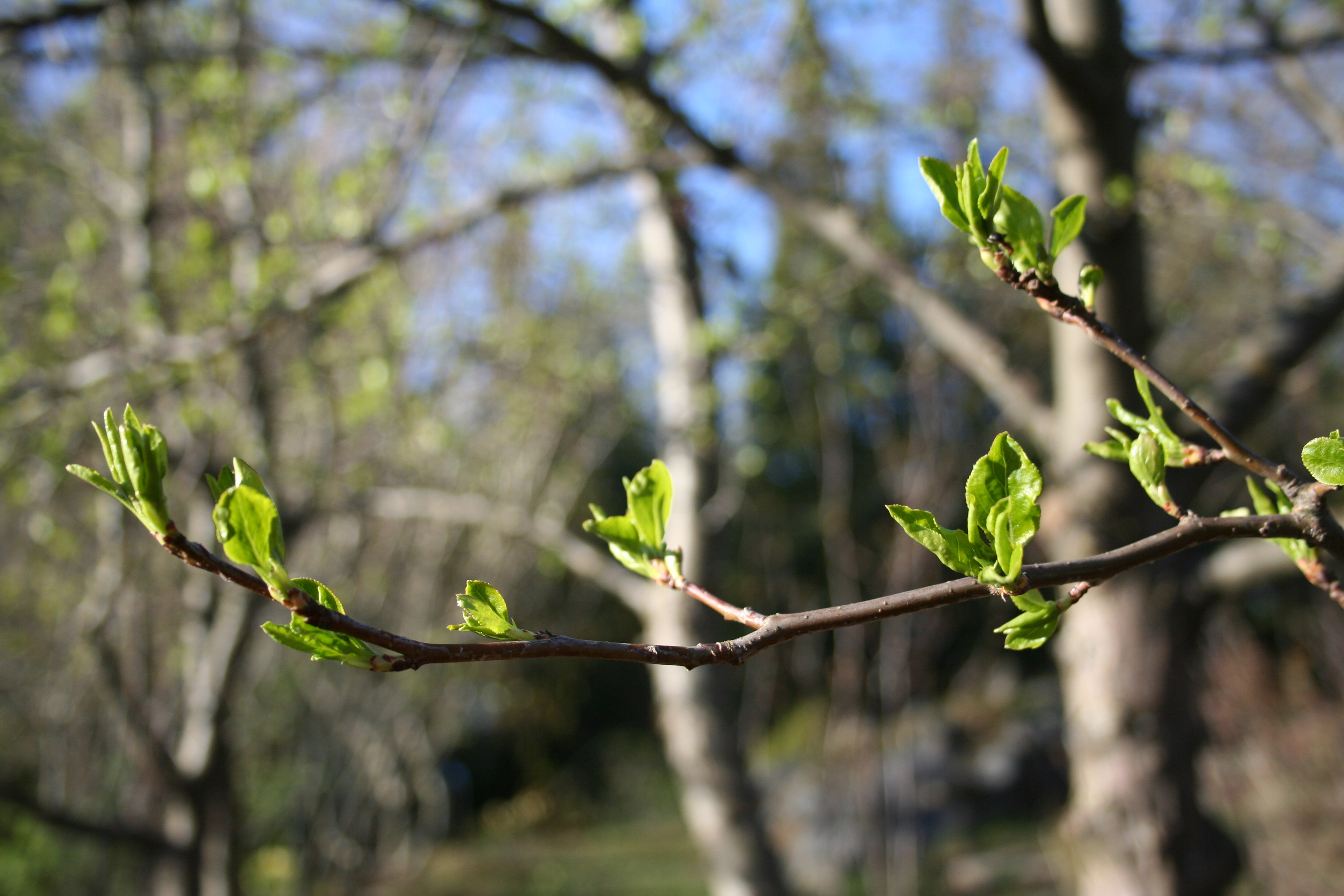